# Хоморські граніти
Хомо́рські грані́ти — геологічна пам'ятка природи місцевого значення в Україні. Об'єкт природно-заповідного фонду Хмельницької області. 
Розташована в межах Шепетівського району Хмельницької області, в центральній частині смт Гриців. 
Площа 1,2 га. Статус надано згідно з розпорядженням Голови ОДА від 28.09.1995 року № 67-р. Перебуває у віданні Грицівської селищної ради. 
Статус надано для збереження місця виходу на денну поверхню гранітів у вигляді невеликих скель і валунів. Територія заказника охоплює прибережну ділянку річки Хомора.